# Karl Tinzl

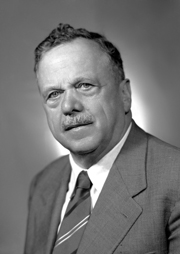
Karl Tinzl (1958)

Karl Tinzl (* 4. Oktober 1888 in Schlanders, damals Grafschaft Tirol; † 11. Juli 1964 in Bozen, Südtirol) war ein Südtiroler Politiker des Deutschen Verbandes und später der Südtiroler Volkspartei (SVP). Er war von 1921 bis 1929 Abgeordneter im Königreich Italien. In der Zeit des deutschen Nationalsozialismus war er ein Exponent des Völkischen Kampfrings Südtirols und der Arbeitsgemeinschaft der Optanten für Deutschland. Während der Besetzung Norditaliens durch die deutsche Wehrmacht diente Tinzl in der Operationszone Alpenvorland ab Dezember 1943 als Präfekt der Provinz Bozen. Von 1953 bis 1958 war er Mitglied der italienischen Abgeordnetenkammer und anschließend bis 1963 Senator. Von 1954 bis 1956 war Tinzl Parteiobmann der SVP.

## Jugend- und Studienzeit
Karl Tinzl wuchs in Schlanders als Sohn des Anwalts und späteren Bürgermeisters Anton Tinzl und der Antonia geb. Würtz auf, besuchte wie seine Geschwister Josef Jr. und Antonia die Grundschule in Schlanders. Am von Benediktinern der Abtei Marienberg geführten Benediktinergymnasium in Meran legte Tinzl am 27. Juni 1906 die Matura mit Auszeichnung in allen Fächern ab.
Das Studium der Jurisprudenz an der Universität Innsbruck (1906–1912) absolvierte Tinzl ebenfalls mit Auszeichnung. Am 12. Mai 1912 promovierte Karl Tinzl „sub auspiciis Imperatoris“ zum Doktor der Rechte mit einer Dissertation „Über die Grenzen des Verwandtschaftsrechtes“. Ab 1912 studierte Tinzl in Leipzig (drei Semester) und in Berlin bürgerliches Recht und Erbschaftsrecht. Im Sommer 1913 brach Tinzl sein Studium kurz vor der Habilitation ab, um seinen erkrankten Vater in Schlanders zu vertreten. Im Sommer 1914 verhinderte der Ausbruch des Ersten Weltkrieges schließlich endgültig, dass Tinzl eine akademische Laufbahn einschlug.
Im Ersten Weltkrieg diente Tinzl (1915–1918) zunächst als Leutnant und später als Oberleutnant.

## Politische Laufbahn im Deutschen Verband
Nach dem Ende des Ersten Weltkrieges war Karl Tinzl an der Gründung des Deutschen Verbandes beteiligt und verhandelte 1919 für diesen in Rom um eine Autonomie für Südtirol. Tinzl kandidierte 1921 erfolgreich unter dem Edelweiß auf der Liste des Deutschen Verbandes für die italienische Abgeordnetenkammer und wurde gemeinsam mit Eduard Reut-Nicolussi, Friedrich von Toggenburg und Wilhelm von Walther in das römische Parlament gewählt.
Nach der Machtübernahme Benito Mussolinis versuchte sich Tinzl als Obmann des Deutschen Verbandes (1923–1926) mit den Faschisten zu verständigen. 1924 kandidierte er für den Deutschen Verband im Wahlbündnis mit den Slowenen und Kroaten Istriens und konnte so trotz des neuen, für Minderheiten ungünstigen Wahlgesetzes zusammen mit Paul von Sternbach ins Parlament einziehen.
1928 heiratete Karl Tinzl Gertraud Semler (* 1904 in Meran). Aus der Ehe ging Sohn Georg hervor. Im März 1929 eröffnete Tinzl eine eigene Kanzlei in Schlanders. Seine Kanzlei, die mit kurzen Unterbrechungen bis 1963 bestand, und seinen Wohnsitz verlegte Tinzl 1939 nach Bozen. Karl Tinzl sprach sich 1939 gegen das Optionsabkommen aus, optierte selbst aber für Deutschland.

## Leitender Funktionär des Nationalsozialismus in Südtirol
Ab 1941 war Tinzl als Beamter im deutschen Umsiedlungsapparat, der Arbeitsgemeinschaft der Optanten für Deutschland (ADO), tätig. Daraus ging ab dem Einmarsch der deutschen Wehrmacht in Südtirol September 1943 der Südtiroler Ordnungsdienst (SOD) hervor, der nach SS-Muster Ordnungs- und Polizeiaufgaben ausführte und zur Verfolgung von Juden und von Dableibern (Optanten für Italien) eingesetzt wurde. Die ADO selbst wurde in Deutsche Volksgruppe umbenannt und vom Volksgruppenführer Peter Hofer geführt.
Nach dem frühzeitigen Tod Peter Hofers wurde Tinzl am 2. Dezember 1943 zum kommissarischen Präfekten der Provinz Bozen ernannt und war damit einer der höchsten Beamten der Operationszone Alpenvorland und politisch nur dem obersten Kommissar, Reichsstatthalter und Gauleiter Franz Hofer, unterstellt. Franz Hofer verbot alle Parteien, ließ aber die italienische Verwaltung bestehen, nur freie Stellen wurden durch geeignete Vertreter der „deutschen Volksgruppe“ besetzt.
Tinzl agierte bis 1945 im Sinne des NS-Regimes. Als sein Stellvertreter fungierte Wendelin Pflauder. Der Südtiroler Ordnungsdienst operierte weiterhin. Im Gegensatz zu anderen Präfekten wurde er wegen seiner Tätigkeit nie vor Gericht gestellt.
Nach der Übernahme der Kontrolle in Italien durch die West-Alliierten, in Südtirol durch die US-amerikanische Armee am 5. Mai 1945, wurde Tinzl zunächst zum Vizepräfekten der Provinz degradiert. Zwei italienische Beamte aus dem Comitato di Liberazione Nazionale (CLN) wurden ihm vorgesetzt.

## Zweite Karriere in der Südtiroler Volkspartei
Am 8. Mai 1945 war Tinzl Gründungsmitglied der Südtiroler Volkspartei (SVP), blieb aber, um deren Zulassung nicht zu gefährden, mit zahlreichen anderen Optanten zunächst im Hintergrund. Am 17. Mai wurde Tinzl auf Betreiben des CLN als Vizepräfekt abgesetzt. Tinzl widmete sich nun verstärkt der politischen Aufbauarbeit und verfasste das erste Parteiprogramm. Er war es auch, der die unzähligen Memoranden für die SVP, vor allem in der Autonomiefrage, verfasste. Darin liegen auch seine größten Leistungen. Als Optant war Tinzl zu jener Zeit staatenlos und konnte kein politisches Mandat übernehmen und auch seinen Anwaltsberuf nicht ausüben, was für ihn auch finanzielle Probleme mit sich brachte. Vergeblich wandte sich Tinzl gegen das 1946 erlassene Rückoptantengesetz, das ihn und viele andere Optanten zunächst von der Wiedererlangung der italienischen Staatsbürgerschaft ausschloss.
Nachdem Tinzl am 18. Dezember 1952 die Staatsbürgerschaft wieder erlangt hatte, war der Weg frei für seine zweite politische Karriere.
Am 7. Juli 1953 wurde Karl Tinzl das dritte Mal mit einer enormen Anzahl an Vorzugsstimmen wieder ins römische Abgeordnetenhaus gewählt. Am 22. Mai 1954 wurde er zum 5. Obmann der SVP gewählt, die Amtszeit Tinzls als SVP Parteiobmann endete am 3. März 1956. Bei den Parlamentswahlen vom 25./26. Mai 1958 kandidierte er im Wahlkreis Brixen erfolgreich für den Senat der Republik.
Von 1961 bis 1963 war Tinzl Mitglied der Neunzehner-Kommission. Tinzl zog sich 1963 aus dem öffentlichen Leben zurück, kandidierte weder für Parteiämter noch für den Senat und löste seine Kanzlei auf. Eine unheilbare Krankheit führte am 11. Juli 1964 zum Tod.

## Auszeichnungen
- Ehrenzeichen des Landes Tirol (1958)[6]
- Ehrensenator der Universität Innsbruck (1959)[6]
- Ehrenbürger von Schlanders (1963),[13] in Schlanders ist auch eine Straße nach Karl Tinzl benannt.